# Анна Пшибильська
Анна Пшибильська (26 грудня 1978, Гдиня — 5 жовтня 2014, там само) — польська акторка (непрофесійна), фотомодель, перша польська акторка, що стала міжнародним обличчям торгової марки ASTOR. Двічі позувала для Playboy — в листопаді 2000 і в червні 2002.

## Біографія
Її дебютом на телебаченні був фінал конкурсу «Лице Року» (Twarz Roku). У 1997 році закінчив середню школу в Гдині IX. В кіно дебютувала в 1997 роллю Сучки у фільмі «Темна сторона Венери». Популярність здобула завдяки серіалові «Золотопольські», де грала роль Марильки Габріель Бакі (1998—2007, 2009—2010), молодої поліцейської в званні сержанта. Брала участь у фільмі Богуслава Лінди «Сезон лохів» (Sezon na leszcza, 2001).
У 2000 році вона вийшла заміж за тенісиста Домініка Зигру, а через рік вони розлучилися. Потім вона була у стосунках з футболістом Ярославом Бєнюком, з яким у неї народилася дочка Олівія (нар. 18 жовтня 2002 року) та двоє синів: Шимон (нар. 13 січня 2006 року) та Ян (нар. 21 березня 2011 року).
Померла у віці 35 років від раку підшлункової залози.

## Фільмографія
- Золотопольські (від 1997) — Марилька Бака
- Темна сторона Венери (1997) — Сучка
- Лот 001 (1999) — Юлія
- Сезон лохів (2000) — Ласка
- Lokatorzy (2001) — сестра Крисі
- Licencja na zaliczanie (2001) — подруга Бартеліка
- Кар'єра Нікося Дизми (2002) — Ядзя
- Rób swoje ryzyko jest twoje (2002) — Беата
- Dzień świra (2002) — поліцейська
- Superprodukcja (2003) — Доната Фйок
- Daleko od noszy (2003) — доктор Каріна Міхаляк
- Королева хмар (2004) — Кася
- Pojedynek mistrzów (2004)
- Rh+ (2005) — Марта
- Solidarność, Solidarność... (2005) — секретарка президента
- Wszyscy jesteśmy Chrystusami (2006)
- Ryś (2007) — Йолька
- Dlaczego nie! (2007) — Анка
- Няня odc.65 (2007) — суперниця Франі з ліцейних часів
- Kryminalni (2007) — Едита Келіс
- Kierowca (2008) — Юлія
- Лекції пана Кукі (2008) — Аліція
- Ізолятор (2008) — Ойка
- Золота середина (2009) — Мірка
- Funio, Szefunio i reszta... czyli dzieciaki ratują świat (2009) — менеджерка
- 39 з половиною (2009) — Лодзя
- Klub szalonych dziewic (2010) — Кароліна
- Daleko od noszy (2010) — д. Карінка Юрась[4]

## Дублювання
- 2009: G-Force — Хуарез
- 2005: Playboy: The Mansion — Дженні

## Нагороди
- 2005 «Золотопольські»- Фестиваль Доброго Гумору: статуетка «Melonika» для «найкращої комедійної акторки»
- 2005 «Daleko od noszy» — Фестиваль Доброго Гумору: статуетка «Melonika» для «найкращої комедійної акторки»
- У березні 2010 отримала номінацію на нагороду Viva! Найкрасивіші в категорії Найкрасивіша полька[5][6].